# Лесная, Мария Григорьевна
Мария Григорьевна Лесная (1912 год, село Старая Покровка, Туркестанский край, Российская империя — 1972, СССР) — колхозница, Герой Социалистического Труда (1948).

## Биография
Родилась в 1912 году в селе Старая Покровка Туркестанского края. В 1930 году вступила в сельскохозяйственную артель «Красное знамя» Саркандского района Талды-Курганской области. В 1946 году была назначена звеньевой полеводческого звена. С 1950 года по 1957 год была бригадиром полеводческой бригады.
В 1946 году руководимое Марий Лесной звено при плане 10 центнеров собрало по 12,5 центнеров озимой пшеницы с посеянной площади в 63 гектар. В 1947 году звено Марии Лесной собрало по 18,6 центнеров пшеницы с 40 гектаров и с отдельного участка в 10 гектаров было собрано по 31,1 центнера пшеницы. За этот доблестный труд Мария Лесная была удостоена в 1948 году звания Героя Социалистического Труда.
В 1948 году полеводческое звено собрало по 34 центнера пшеницы с 26 гектаров, за что Мария Лесная и все члены её звена были награждены в 1949 году медалью «За трудовую доблесть».
С 1950 года член КПСС. Избиралась депутатом Саркандского районного и Ново-Покровского сельского Советов.

## Награды
- Герой Социалистического Труда — Указом Президиума Верховного Совета от 28 марта 1948 года.
- Орден Ленина (1948);
- Медаль «За трудовую доблесть» (1949).

## Источник
- Герои Социалистического труда по полеводству Казахской ССР. Алма-Ата. 1950. 412 стр.